# علامة بالانس
تستخدم علامة بالانس (بالإنجليزية: Ballance's sign)‏ في التشخيص الطبي. العلامة هي الأصمية بالقرع في الخاصرة اليسرى (الربع العلوي الأيسر) وانتقال الأصمية بالقرع للخاصرة اليمنى، وتُرى هذه العلامة في تمزق الطحال/الورم الدموي. خلال تقييم رضوض البطن، يمكن ملاحظة علامة بلانس أثناء الفحص.
يعود سبب الأصمية في الخاصرة اليسرى إلى الدم المتخثر، أما انتقال الأصمية للخاصرة اليمنى تحدث بسبب الدم السائل.
سميت هذه العلامة نسبةً إلى الجراح الإنجليزي تشارلز ألفريد بالانس (1856–1936).